# ام سهلة (المضاربة والعارة)

تعديل مصدري - تعديل

ام سهلة هي إحدى قرى عزلة العارة بمديرية المضاربة والعارة التابعة لمحافظة لحج، بلغ تعداد سكانها 83 نسمة حسب تعداد اليمن لعام 2004.